# Ludwig Nobis
Ludwig Nobis (* 1883 in Landau in der Pfalz; † 1951 in Saarbrücken) war ein deutscher Architekt.

## Leben

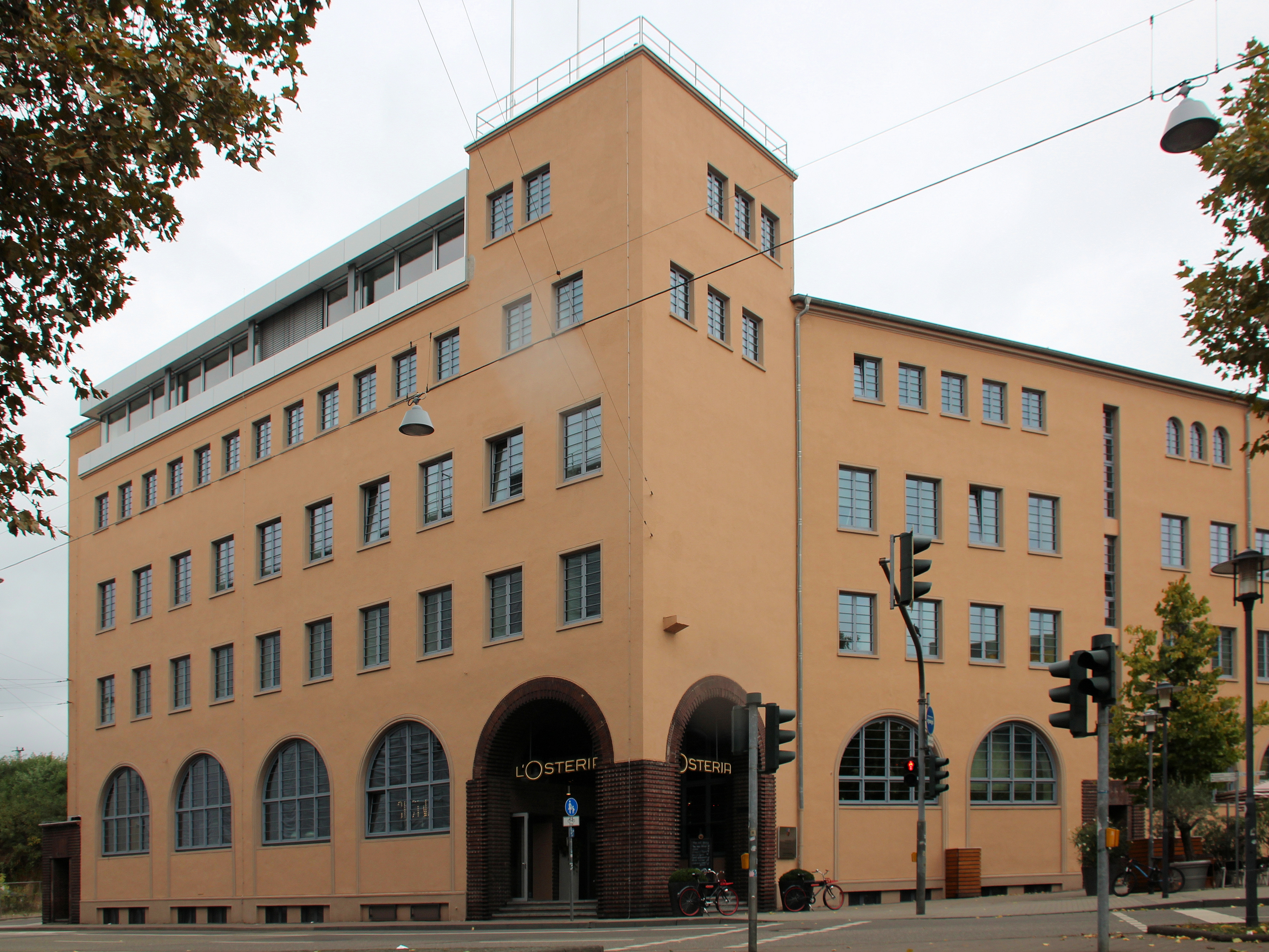
Altes Hauptpostamt in Saarbrücken

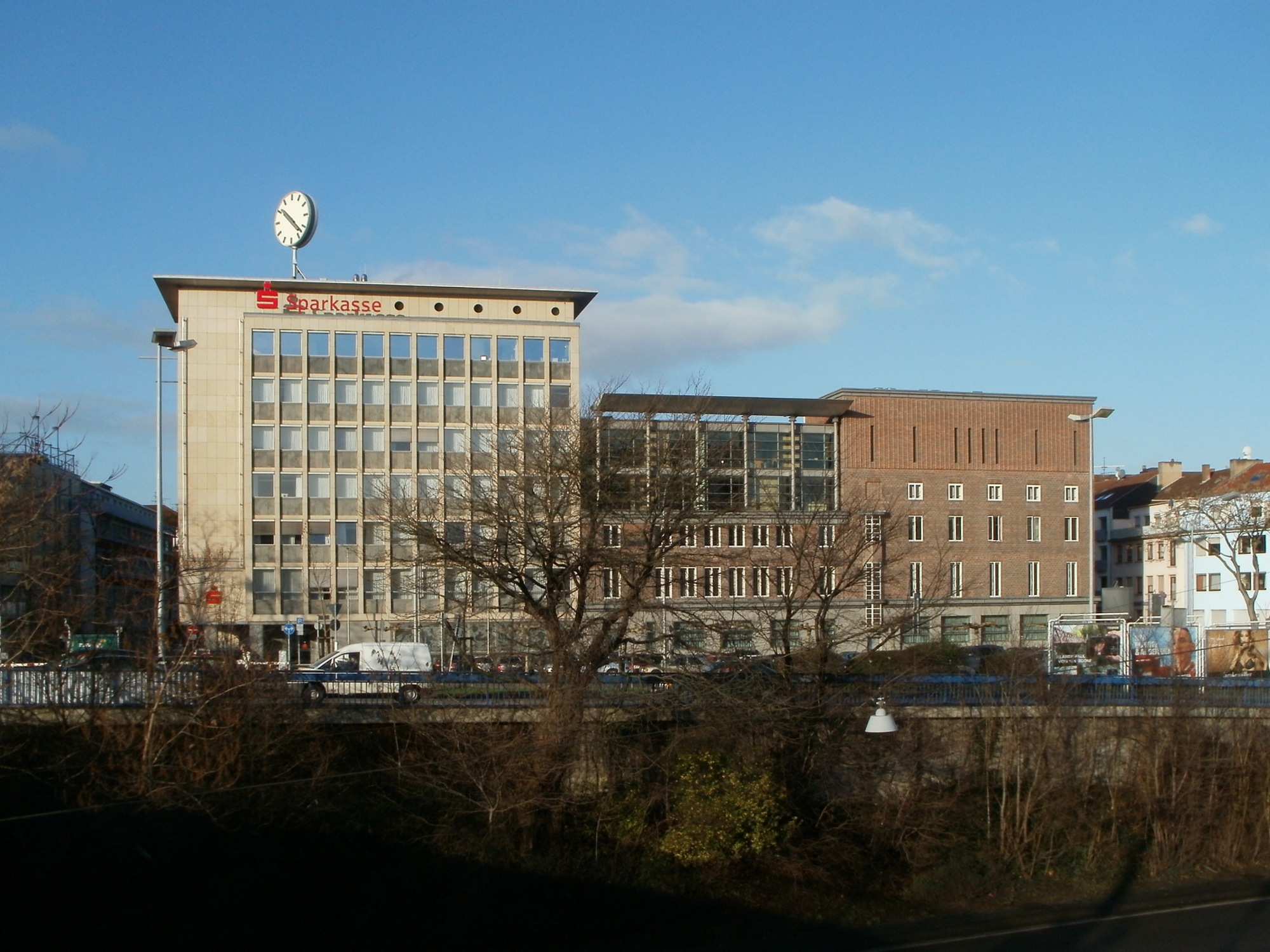
Sparkasse in Saarbrücken

Nobis studierte Architektur an der Technischen Hochschule München. Im Jahr 1910 zog er nach Saarbrücken und eröffnete ein Architekturbüro. Einer seiner ersten Bauten war der neobarocke Luisenbrunnen in Alt-Saarbrücken, dessen Ausführung er an August Kuhn übertrug. Nach dem Ersten Weltkrieg bevorzugte er stilistisch Art déco und Neue Sachlichkeit. Ab den 1920er Jahren errichtete er zahlreiche bürgerliche Wohnhäuser bzw. Villen in der Stadt. Zu seinen bedeutendsten Bauten zählen das Alte Hauptpostamt an der Trierer Straße und das Sparkassengebäude am Neumarkt. Die meisten seiner erhaltenen Bauwerke stehen heute unter Denkmalschutz.
Für Villeroy & Boch entwarf Nobis Raum-Ausstattungen, darunter eine Kamin-Verkleidung und eine Stehlampe.

## Bauten und Entwürfe
- 1912: Luisenbrunnen in Saarbrücken[3]
- 1912: Wohn- und Geschäftshaus Försterstraße 44 in St. Johann
- 1913–1914: Rathaus der Stadt Püttlingen
- 1914: Wettbewerbsentwurf für das evangelische Gemeindehaus in Alt-Saarbrücken (prämiert mit dem 3. Preis, nicht ausgeführt)[4]
- 1923: Villa für Leo Wentzel in Sankt Arnual
- 1924: Villa Bismarckstraße 75 in Saarbrücken (1932 im Inneren umgebaut)
- 1925: Wettbewerbsentwurf für eine evangelische Kirche in Völklingen (gemeinsam mit W. Stemmer, prämiert mit dem 2. Preis, nicht ausgeführt)[5]
- 1925–1927: Villa Ditges in Saarbrücken[6]
- 1928: 1. Preis beim Wettbewerb Kriegerehrung Brebach (Saarbrücken)[7]
- 1928–1929: Hauptpostamt in Saarbrücken, Trierer Straße (2012–2014 saniert und unter Denkmalschutz)
- 1929–1931: Gebäude der Sparkasse in Saarbrücken, Neumarkt
- 1934: Gefallenen-Ehrenmal in Dillingen/Saar
- 1934–1935: Quack-Brunnen im Schlosshof in Ottweiler (unter Denkmalschutz)
- 1935: Gefallenen-Ehrenmal in Wiebelskirchen
- 1935: Wohnhaus Feldmannstraße 100 in Saarbrücken (unter Denkmalschutz)